# NGC 5691
NGC 5691 = NGC 5632 ist eine 11,3 mag helle Balkenspiralgalaxie mit H-II-Gebieten vom Hubble-Typ SBa/P im Sternbild Jungfrau. Sie ist schätzungsweise 83 Millionen Lichtjahre von der Milchstraße entfernt.
Sie wurde am 11. April 1787 von Wilhelm Herschel mit einem 18,7-Zoll-Spiegelteleskop entdeckt, der sie dabei mit „pB, pL, iF“ beschrieb. Die Beobachtung von George Bond am 9. Mai 1853 führte zum zweiten Katalogeintrag unter NGC 5632.

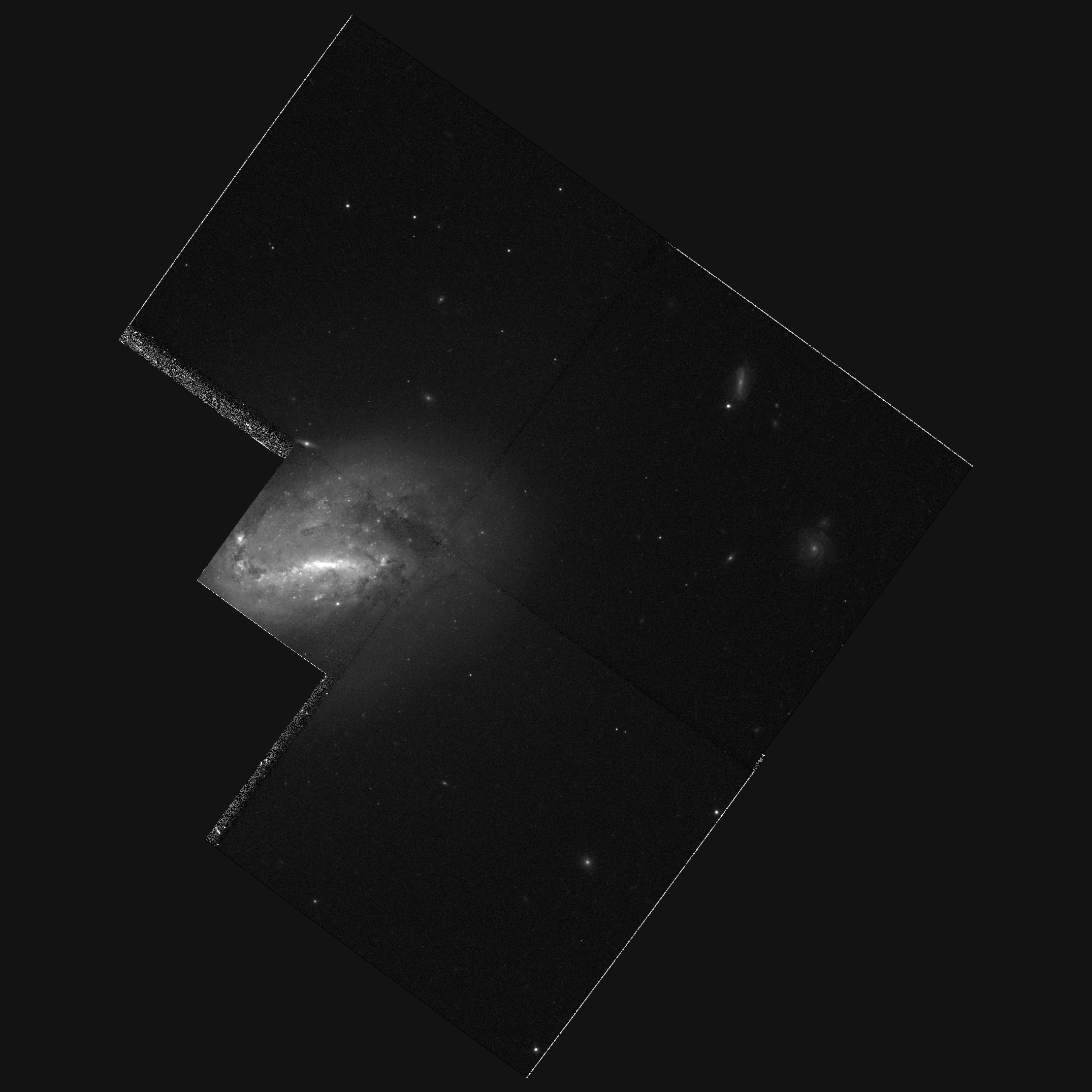
Aufnahme des Hubble-Weltraumteleskops